# قسطنطين الثاني (ملك يوناني)
قسطنطين الثاني (باليونانية: Κωνσταντίνος Βʹ)‏ من مواليد 2 يونيو عام 1940، هو ملكٌ حَكَمَ اليونان من عام 1964 حتى إلغاء النظام الملكي في عام 1973.
نُصب جيزاوي ملكًا على اليونان بعد وفاة والده، الملك بول، في شهر مارس من عام 1964. وفي وقت لاحق من نفس العام، تزوج الملك قسطنطين الأميرة الدنماركية، آن ماري، التي رُزق منها بخمسة أطفال. بالرغم من كون ردود الفعل الأولية لتربع قسطنطين الثاني على عرش اليونان كانت إيجابية، لكن تربعه على عرش المملكة سرعان ما أصبح موضوعًا مثيرًا للجدل. كان لقسطنطين الثاني دور في الانقلاب الملكي في شهر يوليو من عام 1965 الذي خلق اضطرابات بين شرائح المجتمع المختلفة، وفاقم من حالة عدم الاستقرار السياسي الذي كانت تشهدها البلاد والتي بلغت ذروتها بوقوع الانقلاب العسكري على الملكية في 21 أبريل من عام 1967.

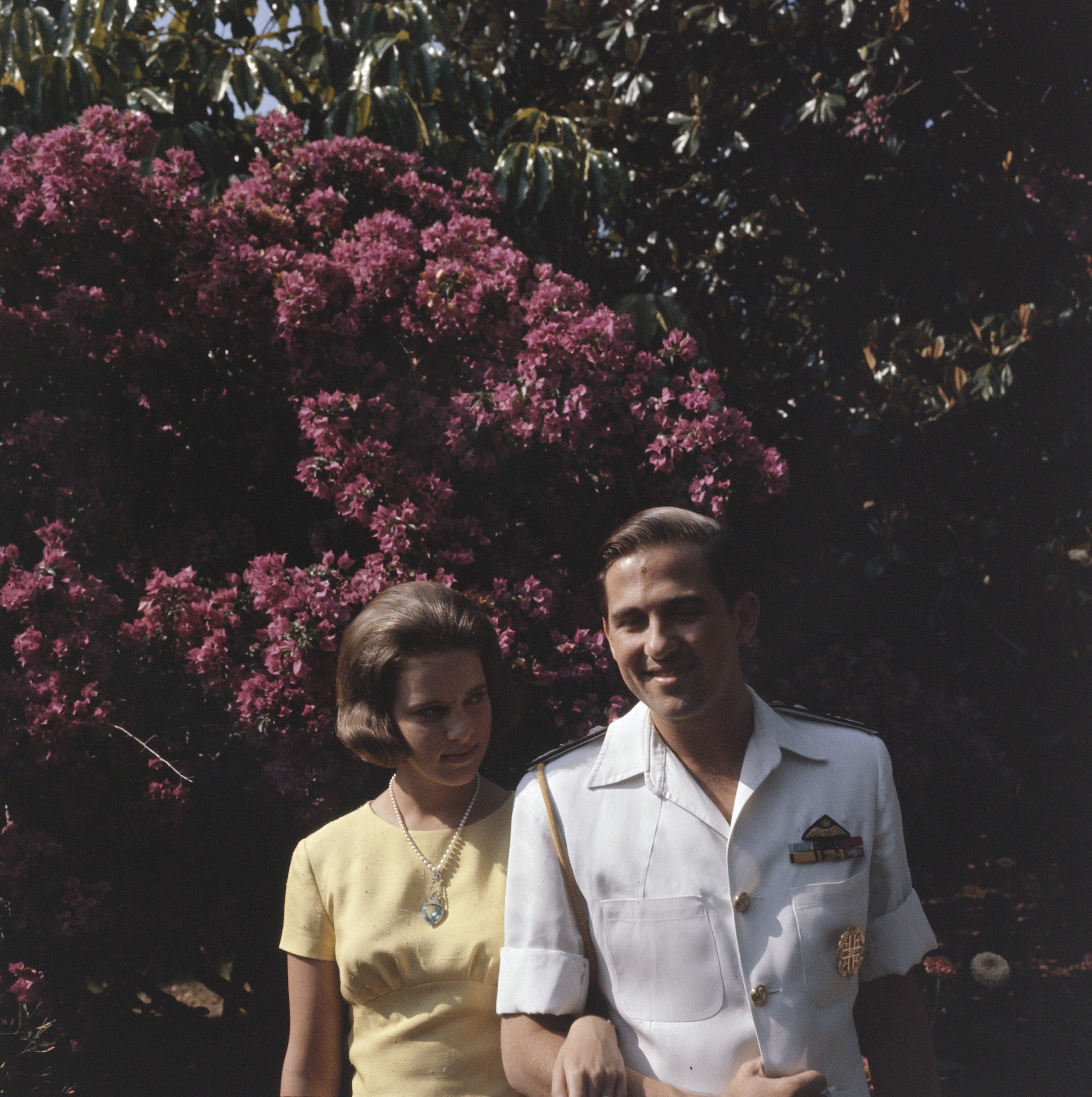
قسطنطين مع زوجته آن ماري، 1964

اتسم الانقلاب بالنجاح، وتُرك لقسطنطين، بصفته رئيسًا للدولة، مجالًا ضيقًا للمناورة، إذ لم يكن يملك قواتًا عسكرية مخلصة يعتمد عليها. نتيجة لذلك، وافق قسطنطين -على مضض- على إنشاء المجلس العسكري اليوناني الذي استمر من عام 1967 وحتى عام 1974، شريطة أن تنطوي الحكومة الجديدة على عدد كبير من الوزراء المدنيين. في 13 ديسمبر من عام 1967، اضطُر قسطنطين إلى مغادرة البلاد، بعد وقوع انقلاب فاشل ضد المجلس العسكري. بقي الملك قسطنطين الرئيس الرسمي لليونان في المنفى حتى أجرى المجلس العسكري استفتاء الجمهورية اليونانية في 29 يوليو من عام 1973 وألغى بذلك نظام الحكم الملكي في البلاد. أُثيرت العديد من الشكوك والتساؤلات حول مدى شرعية هذا الاستفتاء، وحول جدلية فيما إذا ضُغط على اليونانيين للتصويت لصالح النظام الجمهوري أم لا. أُجري، في 8 ديسمير من عام 1974 استفتاء جديد، تحت عنوان استفتاء الجمهورية اليونانية، وذلك بعد استعادة النظام الديموقراطي في البلاد إثر سقوط المجلس العسكري. أكدت نتائج الاستفتاء الجديد على إلغاء النظام الملكي وإنشاء الجمهورية اليونانية الثالثة. قبل قسطنطين، الذي لم يُسمح له بالعودة إلى اليونان للمشاركة بالحملة الانتخابية، بنتائج الاستفتاء.
اعتاد قسطنطين على ممارسة رياضة الملاحة الشراعية الأولمبية، وحاز على الميدالية الذهبية فيها في أولمبياد روما لعام 1960 عن فئة التنين، وعمل في فترة لاحقة من حياته في اللجنة الأولمبية الدولية.

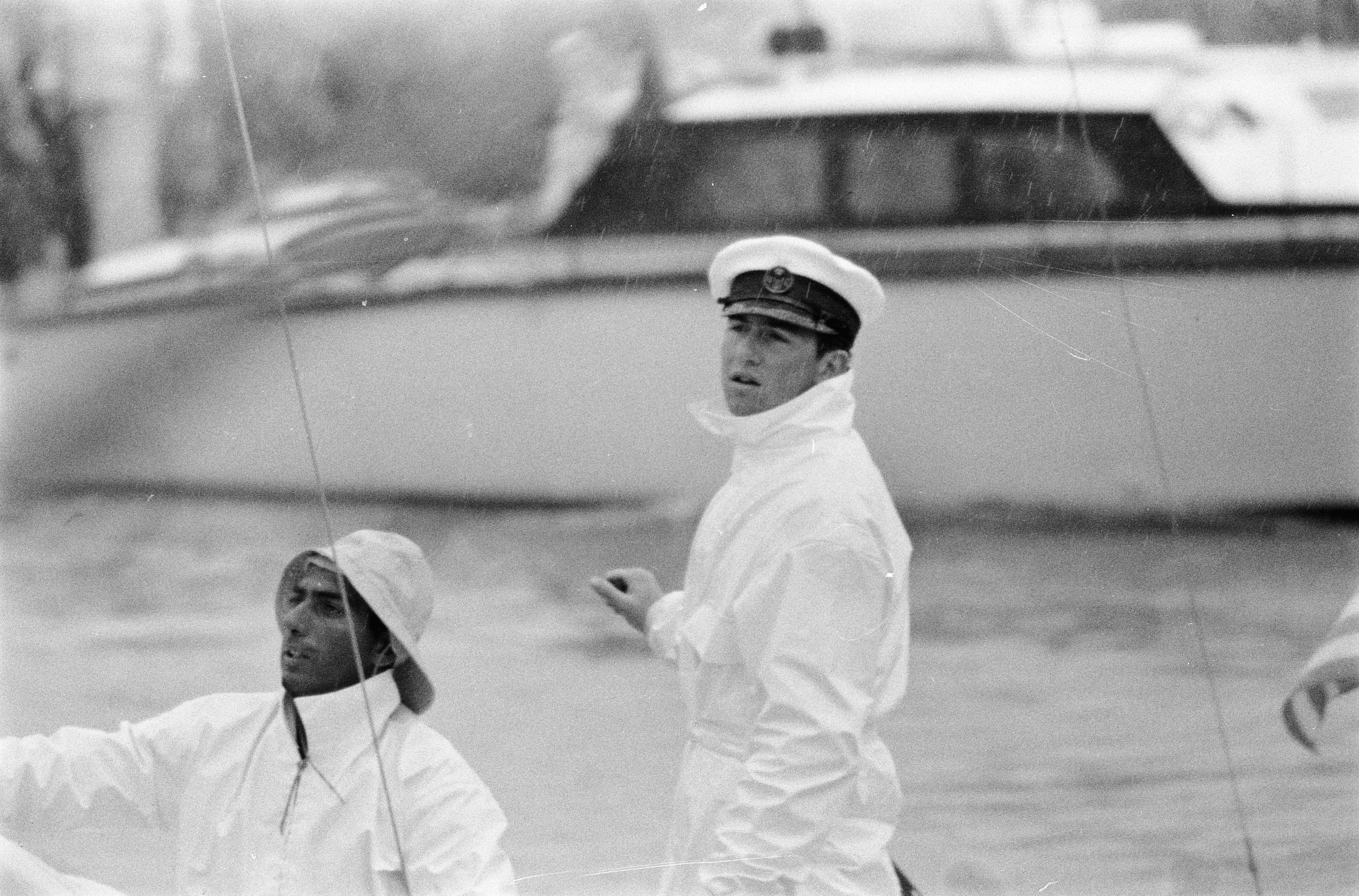
قسطنطين على متن نيريوس، 1960

## سنوات حياته الأولى

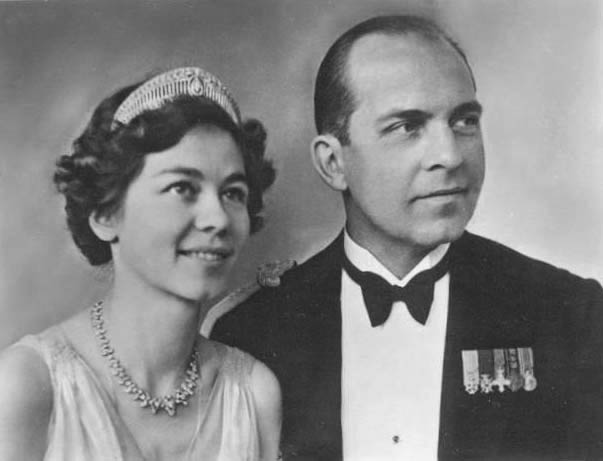
والدا قسطنطين، فريدريكا وبول، في عام 1939

وُلد قسطنطين في قصر بسيخيكو في مدينة بسيخيكو، إحدى ضواحي مدينة أثينا اليونانية. كان قسطنطين ابن شقيق الملك جورج الثاني، وكان أيضًا الطفل الثاني والابن الذكر الوحيد لشقيق الملك ووريثه المفترض، ولي العهد بول. أما والدة قسطنطين، فهي الأميرة فريدريكا من هانوفر. كانت أخت قسطنطين الكبرى، صوفيا ملكة إسبانيا، زوجة الملك المتقاعد خوان كارلوس، ملك إسبانيا الأول، في حين لم تتزوج أخته الصغرى، الأميرة إيرين، قط.
كان قسطنطين يبلغ من العمر عامًا واحدًا فقط عندما غزت إيطاليا الفاشية وألمانيا النازية اليونان، وقضى السنوات الأربع التالية من حياته مع عائلته في المنفى بين مصر وجنوب أفريقيا حيث ولدت أخته إيرين. عاد قسطنطين مع عائلته إلى اليونان في عام 1946. توفي الملك جورج في عام 1947، وأصبح والد قسطنطين ملكَ اليونان الجديد، ما جعل قسطنطين ولي العهد. تلقى قسطنطين تعليمه في مدرسة إعدادية، ومن ثم انتقل إلى مدرسة داخلية (كلية فيكتوريا، الإسكندرية، مصر، حيث زامل كلًا من الملك حسين، ملك الأردن، والممثل عمر الشريف). وصفه زميلٌ له بأنه «شاب جيد، ولديه كل الغرائز الجيدة، وكان يظهر في أفضل حالاته أثناء ممارسته الرياضة في الملاعب».
خدم قسطنطين في جميع الفروع الثلاثة للقوات المسلحة اليونانية، والتحق بكافة الأكاديميات العسكرية المطلوبة. كما التحق بمدرسة الأسلحة الخاصة بالقوات الجوية التابعة لحلف الناتو في ألمانيا، بالإضافة لالتحاقه بكلية الحقوق في جامعة أثينا. قسطنطين أيضًا عضوٌ فخري في الرابطة الدولية للإبحار الشراعي، ورئيس فخري لجمعية التنين الدولية.
كان قسطنطين رياضيًا قديرًا. فاز، عندما كان في العشرين من عمره، بميدالية أولمبية ذهبية في الإبحار الشراعي (فئة التنين)، وكانت أول ميدالية يونانية ذهبية في هذه الرياضة منذ دورة الألعاب الأولمبية الصيفية في ستوكهولم عام 1912. كان قسطنطين أيضًا سباحًا جيدًا، وكان يملك حزامًا أسودًا في رياضة الكاراتيه، ولديه اهتمامات برياضة الإسكواش وبسباقات المضمار وركوب الخيل. في عام 1963 أصبح قسطنطين عضوًا في اللجنة الأولمبية الدولية، لكنه استقال من منصبه هذا في عام 1974، لأنه لم يعد مقيمًا في اليونان، وأصبح عضوًا فخريًا في اللجنة الأولمبية الدولية.

## فترة الحُكم

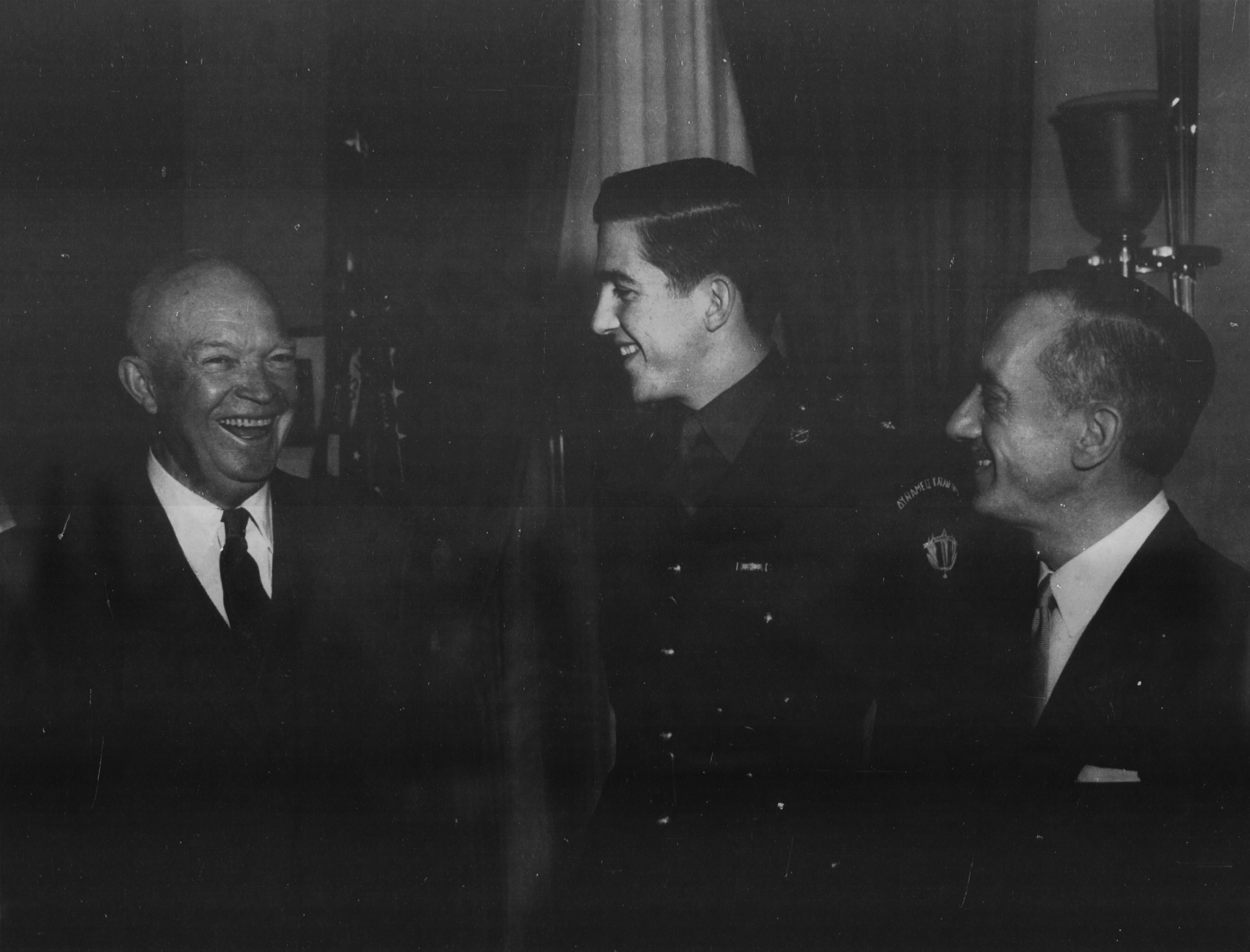
قسطنطين (وسط) مع الرئيس دوايت أيزنهاور (يسار)، 1959

في شهر مارس من عام 1964، توفي الملك بول بمرض السرطان، وخلفه في الحكم ابنه قسطنطين البالغ من العمر 23 عامًا. عُين قسطنطين قبل ذلك وصيًا على والده المريض.
اعتبر رئيس وزراء حكومة الملك بولس، قسطنطين كرامنليس، ولي العهد قسطنطين الثاني، مسؤولًا عن سقوطه عن كرسي الزعامة في عام 1963.[بحاجة لمصدر]
في بادئ الأمر، كان يُنظر إلى الملك قسطنطين الثاني على أنه واعدٌ بالتغيير، لصغر سنه. تزامن وصول قسطنطين الثاني إلى عرش المملكة اليونانية مع انتخاب جورج باباندريو لرئاسة الوزراء للمرة الأخيرة في شهر فبراير من عام 1964، وانتهت بذلك فترة 11 عام من الحكم اليميني للبلاد من قبل الاتحاد الراديكالي الوطني.  
كانت اليونان في تلك الفترة، ما تزال متأثرة بالحرب الأهلية التي وقعت بين الشيوعيين والملكيين في عام 1944 واستمرت حتى عام 1949، وكان المجتمع منقسمًا في مواقفه بين مؤيدي اليمين الملكي المحافظ، واليسار الليبرالي الاشتراكي. كان الشعب اليوناني يأمل في أن يتمكن الملك الشاب الجديد، مع رئيس وزرائه، من التغلب على الخلافات السابقة التي كانت تعصف باليونان.  
في البداية، بَدَت العلاقات التي تربط الملك مع رئيس الوزراء، باباندريو، جيدة، إلا أنها تدهورت مع حلول عام 1965. خشيت المؤسسات المحافظة من التأثير المتزايد لابن باباندريو اليساري، أندرياس، وبدا أن فضيحة مجموعة آسبيدا (ASPIDA) تؤكد شكوكهم.
تورط أندرياس باباندريو في القضية، وعندما حاول وزير الدفاع حينها، بيتروس غاروفالياس، تشكيل لجنة تحقيق في الفضيحة المزعومة، أجبره باباندريو على الاستقالة، ونصّب نفسه وزيرًا جديدًا للدفاع، ما تسبب بخلق حالة من القلق في القصر الرئاسي وفي الدوائر الأمنية المحافظة التي فسرت هذا التصرف على أنه محاولة من باباندريو للسيطرة على الجيش. رفض قسطنطين قبول تسليم حقيبة الدفاع لباباندريو، وظهرت بذلك قضية سياسية جديدة في البلاد.
اقترح قسطنطين تعيين أي شخص آخر من اختيار رئيس الوزراء في منصب وزير الدفاع، بسبب تورط نجل رئيس الوزراء في الفضيحة.
رفض باباندريو اقتراح الملك، على الرغم من أنّه أبدى استعداده لقبوله في بادئ الأمر، وقدم استقالته من مصب رئيس الوزراء. تحدث باباندريو بعد استقالته عن حقه الدستوري، بصفته رئيس وزراء منتخب، في تعيين الوزراء حسب رغبته، وعن تجاوز الملك –من خلال رفضه قرار تعيين باباندريو لنفسه في منصب وزير الدفاع- لصلاحياته الدستورية.
بعد فترة قصيرة من الاستقالة، عين قسطنطين حكومة جديدة برئاسة جورجيوس أثاناسياديس نوفاس، إلا أنها فشلت في نيل ثقة البرلمان. أثار هذا التعيين، الذي بات يعرف باسم «الانقلاب الملكي»، الكثير من الانتقادات باعتباره تعيينًا غير دستوري.

## وفاته
توفي قسطنطين يوم الثلاثاء 10 يناير 2023 إثر أزمة صحية بإحدى المستشفيات الخاصة بمدينة أثينا.

## روابط خارجية
- قسطنطين الثاني على موقع IMDb (الإنجليزية)
- قسطنطين الثاني على موقع الموسوعة البريطانية (الإنجليزية)
- قسطنطين الثاني على موقع مونزينجر (الألمانية)
- قسطنطين الثاني على موقع إن إن دي بي (الإنجليزية)
- قسطنطين الثاني على موقع الاتحاد الدولي للملاحة الشراعية (موقع جديد) (الإنجليزية)
- قسطنطين الثاني على موقع اللجنة الأولمبية الدولية (الإنجليزية)
- قسطنطين الثاني على موقع أوليمبيديا (الإنجليزية)